# Нордстрём, Эстер Бленда
Эстер Бленда Элизабет Нордстрём (швед. Ester Blenda Elisabet Nordström, 31 марта 1891, Стокгольм — 15 октября 1948, Стокгольм) — шведская журналистка, писательница и исследовательница. Сестра дантиста и энтомолога Фритьофа Нордстрёма. Тётя поэтессы Гуниллы Сандберг (1919—1995). Много путешествовала.
Была лесбиянкой, хотя в период её жизни однополые отношения были наказуемы по закону и квалифицировались в качестве психического заболевания. При этом в период с 1925 по 1929 год Эстер, несмотря на её отношения с Карин Фризелл (Carin Waern Frisell, 1887—1972), которые длились всю её жизнь, была женой крупного шведского энтомолога Рене Малеза, который в данный период  работал на Камчатке. В течение двух лет Эстер так же как и её супруг находилась на территории Советского Союза и принимала активное участие в исследованиях Рене Малеза.
Пионер журналистских расследований в Швеции. Её работа En piga bland pigor (1914) вызвала большой резонанс. Писала книги, в том числе книги для девочек, в которых главная героиня, списанная во многом с самой Эстер, стремилась к независимости, а не к удачному замужеству.